# Halophytaceae
Halophytaceae is een botanische naam, voor een familie van tweezaadlobbige planten. Een familie onder deze naam wordt zelden erkend door systemen voor plantentaxonomie.
Ze wordt niet erkend door het Cronquist systeem (1981) of het APG-systeem (1998), maar wel door het APG II-systeem (2003).
Indien erkend gaat het om een heel kleine familie, die voorkomt in zuidelijk Zuid-Amerika.